# Басов, Иван Владимирович
Ива́н Влади́мирович Ба́сов (англ. Ivan Basov, Ivan Bassov; ивр. איוון בסוב, אייוון בסוב‎) — российско-израильско-американский учёный и изобретатель в области информатики и вычислительной техники. Наиболее известен как новатор и визионер в сфере хранения данных. Является автором более 80 патентов, связанных с компьютерными хранилищами данных, и автором десятков научных статей и исследовательских отчётов.

## Научная и профессиональная деятельность
Более 20 лет проработал в корпорации Dell ведущим инженером и архитектором программных систем. С 2021 года работает в корпорации Oracle и является специалистом по облачным технологиям, файловым системам и защите данных.
Имеет учёную степень доктор философии (PhD), а также степени MBA, MSE и BSc израильских и американских университетов. Обладает квалификацией Специалист Чёрного пояса по методологии управления производством «Шесть сигм». Изобрел, запатентовал и внедрил множество технологий, связанных с облачными системами хранения, файловыми системами, резервным копированием, восстановлением, сжатием и дедупликацией данных.
Его докторская диссертация «Аппроксимационные алгоритмы для класса задач оптимизации сетей с ограниченными ресурсами» посвящена разработке унифицированной математической модели, охватывающей класс NP-трудных задач оптимизации графов с множеством параметров. Эта модель объединила разрозненные результаты в единую теорию и предоставила аппроксимационные алгоритмы с гарантированной эффективностью для всех задач данного класса.
Является рецензентом для научных журналов IEEE Transactions on Pattern Analysis and Machine Intelligence, IEEE Transactions on Parallel and Distributed Systems и IEEE Transactions on Computers.
Имеет число Эрдёша, равное 4, число Дейкстры — 5, индекс Хирша — 15, i10-index — 24 (согласно данным Академии Google).

## Биографические сведения
Родился 10 ноября 1973 года в Рыбинске в семье программистов. С 1991 по 1995 год изучал математическое и программное обеспечение информационных систем на факультете радиоэлектроники и информатики Рыбинского государственного авиационного технического университета имени П. А. Соловьёва. В 1994 году награждён Почётной грамотой Губернатора Ярославской области «за отличную учёбу и активное участие в научной работе».
В 1998 году с отличием окончил Хайфский университет по специальности математика. В 2001 году по приглашению корпорации EMC, которая позднее объединилась с Dell, переехал с семьёй в Бостон, США, где совмещал работу с учёбой в магистратуре и докторантуре.
Женат, отец двух сыновей. С 2008 года проживает в Бруклайне (Массачусетс).
Внук репрессированных «врагов народа» — евреев и староверов. Его дед по материнской линии родился в 1909 году в Харбине (Маньчжурия), куда его семья бежала в 1906 году из Одессы после еврейских погромов.

## Ханойские башни и машина Тьюринга
В 1992 году, будучи студентом второго курса РГАТУ им. П. А. Соловьёва, И. Басов предложил запрограммировать головоломку «Ханойские башни» на машине Тьюринга. При содействии научных руководителей В. Н. Пинаева и Б. Я. Фалевича он написал исследование, которое было представлено на всероссийский конкурс студенческих научных работ.
Изучая машину Тьюринга и головоломку «Ханойские башни», Иван провёл анализ нескольких алгоритмов, оценил число шагов машины Тьюринга, подробно описал программную реализацию и представил таблицу управления. Рецензентом этой работы был известный учёный сибирской школы алгебры и логики А. С. Морозов, который сравнил Ивана с Левшой, «подковавшим» эту программистскую «блоху».
В последующие десятилетия эта задача и её модификации неоднократно предлагались на российских и международных студенческих олимпиадах по программированию. Кроме того, пример решения головоломки «Ханойские башни» на машине Тьюринга признан более содержательным, чем операции с унарными числами, которыми изобилуют примеры в публикациях и методических пособиях по этой тематике, и рекомендован при изучении машины Тьюринга.

## Критика философского образования
В 1993 году, во время обучения в РГАТУ им. П. А. Соловьёва, Басов оказался в центре резонансного противостояния с кафедрой философии, открыто выступив против догматического преподавания марксистско-ленинской теории. Несмотря на радикальные перемены в стране, в ряде вузов сохранялись устаревшие идеологические установки, и Басов поставил под сомнение их научную обоснованность и актуальность. Его критика вызвала резкую реакцию руководства кафедры и переросла в масштабную дискуссию о свободе академической мысли.
Инцидент получил освещение в прессе, в том числе в Золотом кольце — крупнейшей газете Ярославской области, оказывавшей значительное влияние на общественно-политический климат региона. В статье «Марксизм-ленинизм и радиоэлектроника, или философия, которую нам выбирают» этот случай рассматривался как симптом глубокого кризиса философского образования и затрагивал вопрос о границах допустимой критики марксизма в научной среде. Публикация вызвала широкий общественный резонанс, став одной из дискуссионных площадок переосмысления постсоветского гуманитарного образования.

## Вклад в развитие еврейской общины Рыбинска
И. Басов являлся активным членом рыбинской еврейской общины «Лехаим» со дня её основания в 1994 году. В качестве волонтёра общины он регулярно привозил из Москвы литературу по ивриту, истории и традиции, внёс значительный вклад в создание библиотеки, которая сегодня насчитывает около 3000 экземпляров и размещена в городской синагоге.
Одним из первых из Рыбинска он совершил алию в Э́рец-Исраэ́ль в 1995 году по молодёжной программе Сохнута. При этом с 1998 по 2011 годы (на протяжении 14 лет) офис общины располагался в его рыбинской квартире, где проходили занятия ульпана, лекции по изучению традиции, проводились встречи Шаббата и отмечались праздники. Иван продолжал поддерживать общину, консультируя по вопросам репатриации и принимая участие в работе по возвращению здания синагоги, экспроприированного советской властью в 1932 году.
В итоге здание синагоги было передано Федерации еврейских общин России и предоставлено в безвозмездную аренду местной религиозной организации ортодоксального иудаизма — Рыбинской еврейской общине «Лехаим». В настоящее время все мероприятия общины проходят в возвращённой синагоге.

## Прочие сведения
В школьные годы занимался борьбой самбо у тренера Н. В. Ролевича и парашютным многоборьем — прыжки на точность приземления, стрельба из малокалиберной винтовки, кросс, плавание — у тренера О. Л. Продана.
Будучи студентом РГАТУ им. П. А. Соловьёва, занимался на факультативе «Журналист» при газете «Студенческий вестник». Был членом городского литературного объединения «Колумб». Публиковал статьи, эссе и стихи в сборниках и периодических изданиях Рыбинска.
Являлся участником научно-исследовательской группы при музее академика А. А. Ухтомского, где занимался исследованиями на тему «Ухтомский и кибернетика» и изучал взаимосвязь между учением Ухтомского о доминанте и принципами кибернетики.
Басов отмечает свой день рождения на 314-й день года, совпадающий с каноническим днём числа пи: 10 ноября в обычные годы и 9 ноября в високосные. (Подробнее…)